# Clásica de Almería 2022
37. ročník jednodenního cyklistického závodu Clásica de Almería se konal 13. února 2022 ve španělské provincii Almería. Vítězem se stal Nor Alexander Kristoff z týmu Intermarché–Wanty–Gobert Matériaux. Na druhém a třetím místě se umístili Francouz Nacer Bouhanni (Arkéa–Samsic) a Ital Giacomo Nizzolo (Israel–Premier Tech). Závod byl součástí UCI ProSeries 2022 na úrovni 1.Pro.

## Týmy
Závodu se zúčastnilo 8 z 18 UCI WorldTeamů a 11 UCI ProTeamů. Každý tým přijel se sedmi závodníky kromě týmů Astana Qazaqstan Team, Bora–Hansgrohe, Cofidis a UAE Team Emirates s šesti jezdci, týmů Human Powered Health a Israel–Premier Tech s pěti jezdci a Teamu TotalEnergies s čtyřmi jezdci. Na start se tak postavilo 122 jezdců. Do cíle v Roquetas de Mar dojelo 112 z nich.
UCI WorldTeamy
- Astana Qazaqstan Team
- Bora–Hansgrohe
- Cofidis
- EF Education–EasyPost
- Intermarché–Wanty–Gobert Matériaux
- Israel–Premier Tech
- Movistar Team
- UAE Team Emirates

UCI ProTeamy
- Arkéa–Samsic
- Bingoal Pauwels Sauces WB
- Burgos BH
- Caja Rural–Seguros RGA
- Drone Hopper–Androni Giocattoli
- Eolo–Kometa
- Equipo Kern Pharma
- Euskaltel–Euskadi
- Human Powered Health
- Sport Vlaanderen–Baloise
- Team TotalEnergies

## Výsledky
| Pořadí | Jezdec                      | Tým                                | Čas        |
| ------ | --------------------------- | ---------------------------------- | ---------- |
| 1      | Alexander Kristoff (NOR)    | Intermarché–Wanty–Gobert Matériaux | 4h 22' 39" |
| 2      | Nacer Bouhanni (FRA)        | Arkéa–Samsic                       | + 0"       |
| 3      | Giacomo Nizzolo (ITA)       | Israel–Premier Tech                | + 0"       |
| 4      | Stanisław Aniołkowski (POL) | Bingoal Pauwels Sauces WB          | + 0"       |
| 5      | Juan Sebastián Molano (COL) | UAE Team Emirates                  | + 0"       |
| 6      | Simone Consonni (ITA)       | Cofidis                            | + 0"       |
| 7      | Marijn van den Berg (NED)   | EF Education–EasyPost              | + 0"       |
| 8      | Jules Hesters (BEL)         | Sport Vlaanderen–Baloise           | + 0"       |
| 9      | Vincenzo Albanese (ITA)     | Eolo–Kometa                        | + 0"       |
| 10     | Max Kanter (GER)            | Movistar Team                      | + 0"       |